# The Route
Albums de Art Pepper
Holiday Flight - Light House 1953
(1953) The Return Of Art Pepper
(1957)
The Route est un album de jazz du saxophoniste Art Pepper et du trompettiste Chet Baker. La séance d'origine enregistrée en 1956 par un sextet pour le label Pacific Jazz n'est jamais parue sur disque à cette période et est rééditée intégralement sur CD en 1989.

## Contexte
L'enregistrement d'origine n'est pas sorti sous forme de disque LP. Trois mois après cet enregistrement, le producteur et propriétaire du label Pacific Jazz Records, Dick Bock réuni à nouveau Chet Baker et Art Pepper avec un nouveau sextet pour former l'album Playboys.

## Enregistrement
Le sextet enregistre le 26 juillet 1956 au Forum Theatre à Los Angeles. Cette première rencontre entre Pepper et Baker fait partie d'une série d'enregistrements de qualité menée entre le 23 et le 31 juillet.
Le duo Pepper-Baker est accompagné par le saxophoniste Richie Kamuca, qui se situe dans la lignée de Lester Young voire de Stan Getz et est capable d'exécuter de remarquables solos parfois avec un style très personnel. La section rythmique est formée par le contrebassiste Leroy Vinnegar et le batteur Stan Levey. Le pianiste Pete Jolly participe également à cette séance; révélé par sa collaboration avec le trompettiste Shorty Rogers et dégageant un style qui tire davantage son origine des influences de Horace Silver ou de Bud Powell.
| Musicien       | Instrument      | Titre      |  | Équipe technique |                                     |
| -------------- | --------------- | ---------- |  | ---------------- | ----------------------------------- |
| Chet Baker     | trompette       | 1-5, 9     |  | Richard Bock     | producteur                          |
| Art Pepper     | alto            | 1-11       |  | Michael Cuscuna  | liner notes, producteur (réédition) |
| Richie Kamuca  | saxophone ténor | 1-5, 10-11 |  |                  |                                     |
| Pete Jolly     | piano           | 1-6, 11    |  |                  |                                     |
| Leroy Vinnegar | contrebasse     | 1-11       |  |                  |                                     |
| Stan Levey     | batterie        | 1-11       |  |                  |                                     |

Les titres paraissent sur différentes compilations à la fin des années 1950, offrant une impression d'éparpillement de cette séance d'enregistrement. De plus, la longueur des titres est modifiée en fonction du format des compilations. Au début des années 1960, seuls six titres ont jusque-là été proposés. Les titres Tynan Time et Minor Yours sont proposés sur une compilation dans les années 1970. Une version inédite de The Great Lie est intégrée dans un coffret sur Art Pepper en 1984.
L'ensemble des onze morceaux de la séance est proposé pour la première fois sur un CD en 1989.

## Titres
L'album propose onze morceaux dont trois compositions de Pepper, une de Baker et deux standards.
| N°  | Titre                              | Compositeur                                        | Durée |
| --- | ---------------------------------- | -------------------------------------------------- | ----- |
| 1.  | Tynan Time                         | Art Pepper                                         | 6:18  |
| 2.  | The Route                          | Chet Baker                                         | 5:04  |
| 3.  | Sonny Boy                          | Lew Brown, Buddy DeSylva, Ray Henderson, Al Jolson | 5:55  |
| 4.  | Minor Yours                        | Art Pepper                                         | 7:11  |
| 5.  | Little Girl                        | Francis Henry, Matt Hyde                           | 4:14  |
| 6.  | Ol' Croix                          | Art Pepper                                         | 5:27  |
| 7.  | I Can't Give You Anything But Love | Dorothy Fields, Jimmy McHugh                       | 4:07  |
| 8.  | The Great Lie                      | Cab Calloway, Andy Gibson                          | 4:16  |
| 9.  | Sweet Lorraine                     | Clifford R. Burwell, Mitchell Parish               | 3:08  |
| 10. | If I Should Lose You               | Ralph Rainger, Leo Robin                           | 4:18  |
| 11. | Younger Than Springtime            | Richard Carpenter                                  | 4:30  |

## Réception
Le producteur Michael Cuscuna compare cette séance avec celle de l'album Playboys, mieux conçue et structurée, et écrit que celle-ci « n'en est pas moins brillante » mais regrette le manque de fil conducteur sur l'ensemble l'enregistrement. Lindsay Planer indique sur AllMusic qu'« il y a quelques moments inattendus qui se dégagent avec une grande habileté, comme sur le morceau éponyme de Baker qui contient des solos souples et agréablement contrastés par Kamuca et Vinnegar » et recommande finalement cet album à tous ceux qui « souhaitent élargir leurs connaissances sur les rythmes légers et aérés caractérisant la scène détendue West Coast Jazz du milieu des années 1950 ».